# زبان میانجی

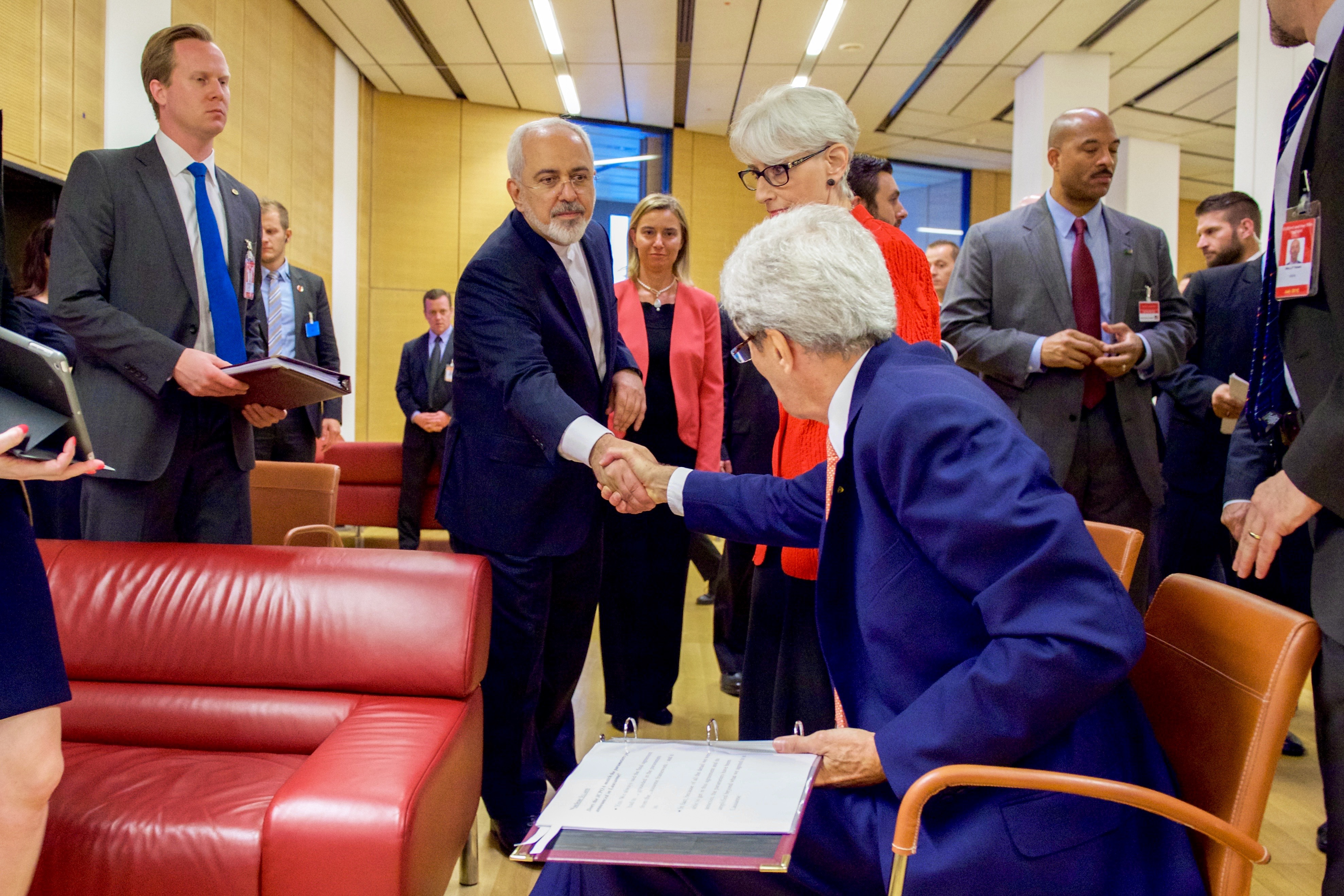
زبان میانجی میان محمدجواد ظریف (وزیر امور خارجهٔ جمهوری اسلامی ایران) با جان کری (همتای آمریکایی‌اش) انگلیسی بود.

زبان میانجی یک زبان است که بین دو گروه که زبان مادری مشترک ندارند، به کار می‌رود، به خصوص اگر یک زبان سوم به کار رود که با زبان هر دو گروه متفاوت باشد. معروف‌ترین زبان میانجی انگلیسی است. زبان مشترک یا میانجی زبانی است که به‌عنوان زبان میانجی برای برقراری ارتباط بینِ گویشورانِ زبان‌ها و گویش‌های گوناگون، در مقیاس کشوری، به کار می‌رود.

## در دنیا
- انگلیسی در رایانش
- زبان عربی در جهان اسلام و علوم اسلامی

### ایران
در ایران، زبان فارسی تنها زبان رسمی است، همچنین زبان میانجی بین اقوام ایران.

### پاکستان
در پاکستان، زبان اردو تنها زبانِ ۷ درصد پاکستانی‌ها است اما تنها زبان رسمی است و به‌عنوان زبان میانجی بین قومیت‌ها تکلم می‌شود.